# あかさかかなた
あかさか かなた（本名：非公表）は、日本の絵本作家。兵庫県神戸市出身。

## 経歴
兵庫県加古川市を中心に活動
あかさかかなたは、「兎の眼」などで知られる児童文学作家・灰谷健次郎の神戸市立東灘小学校時代の教え子。

## 作品

### 絵本
- 『さみしがりのがりぱんだ』HPS - ISBN 9784991282201